# Jörg Hillmer
Jörg Hillmer (né le 21 mai 1966 à Bad Bevensen) est un homme politique allemand de la CDU et depuis février 2013 député du parlement de Basse-Saxe. Il est membre du conseil d'arrondissement d'Uelzen depuis 2006 et administrateur d'arrondissement adjoint depuis 2016.

## Études, travail et famille
Diplômé du lycée duc-Ernest d'Uelzen en 1985, il effectue son service militaire à Munster. Après une formation d'agriculteur et un service militaire, il étudie l'administration des affaires à l'Université Leuphana de Lunebourg (de) de 1988 à 1991 et obtient un diplôme de commerce. Il est agriculteur indépendant depuis 1985. Il est marié et père de quatre enfants.

## Politique
Il est membre du conseil de la commune de Suderburg depuis 1996, du conseil d'arrondissement d'Uelzen depuis 2006 et vice-président du conseil d'arrondissement depuis 2016. Depuis 2000, il est président de la CDU de l'arrondissement d'Uelzen. Il est membre du comité de district de la CDU du nord-est de la Basse-Saxe depuis 2001 et du comité directeur de la CDU du Land de Basse-Saxe depuis 2004, où il est président de la commission du Land chargée des sciences et de la culture. En 2003, il est élu député au Landtag de Basse-Saxe. Il entre toujours au Landtag par le biais du mandat direct dans la circonscription électorale d'Uelzen (de). Il est membre de la commission d'enquête « Changement démographique » et jusqu'en 2013 membre de la commission de l'économie, du travail et des transports. Depuis 2013, il est vice-président du groupe parlementaire CDU et porte-parole de la CDU pour la science et la culture.